# Pogonopus tubulosus
Pogonopus tubulosus là một loài thực vật có hoa trong họ Thiến thảo. Loài này được (A.Rich. ex DC.) K.Schum. miêu tả khoa học đầu tiên năm 1889.